# Foreste miste di conifere e decidue dell'Anatolia
Le foreste miste di conifere e latifoglie dell'Anatolia costituiscono un'ecoregione dell'ecozona paleartica, definita dal WWF (codice ecoregione: PA1202), situata nella parte occidentale della Turchia.
La regione fa parte della ecoregione globale n. 123 Formazioni forestali mediterranee, inserita nella lista Global 200.

## Territorio
Questa ecoregione si estende nella zona interna della Regione dell'Egeo, nell'Anatolia occidentale. Come molte altre aree della Turchia, presenta caratteristiche biogeografiche eterogenee, che variano sia in direzione est-ovest sia nord-sud. La vegetazione passa gradualmente dalla macchia mediterranea di sclerofille, tipica delle zone meridionali, alle foreste di latifoglie decidue di tipo europeo-siberiano nel nord. Procedendo verso est, si nota un'influenza crescente di specie irano-turaniche.
Poiché le specie di origine europeo-siberiana tendono a dominare nella Regione del Mar Nero e quelle irano-turaniche sull'altopiano anatolico centrale, questa ecoregione rappresenta una zona di transizione ecologica tra due ambienti distinti.
Il territorio è prevalentemente montuoso e si interpone tra le pianure costiere dell'Egeo e l'altopiano anatolico. Come in altre ecoregioni della Turchia, anche qui i confini naturali sono tracciati da catene montuose. Le altitudini medie si aggirano attorno ai 1500 m, con il punto più elevato nell'Uludağ (2543 m). Altre catene montuose delimitano l'estensione dell'area: i monti Sündiken (1786 m) a nord-est, i monti Afyon (1992 m) a est, e a ovest i monti Aydın (1831 m), Boz (2159 m), Simav (1,800 m), Umurlar (1,314 m), oltre al massiccio del Monte Ida (1774 m).
Il clima prevalente è quello mediterraneo, ma con variazioni significative da ovest a est, influenzate dall'effetto continentale dell'entroterra anatolico. Le zone settentrionali sperimentano inverni più rigidi e precipitazioni più scarse. Le piogge annuali variano, a seconda delle aree, tra i 400 e i 600 mm.

## Flora
Le foreste originarie dell'ecoregione sono in gran parte degradate e spesso sostituite da oliveti, piantagioni di pioppi e altre colture intensive. Tuttavia, le aree montane meno alterate, come quelle dell'Uludağ, conservano ancora formazioni naturali: alle quote più basse prevale il pino nero (Pinus nigra), a quelle intermedie compaiono faggi (Fagus spp.) e abeti (Abies spp.), mentre alle altitudini maggiori si trovano boscaglie alpine, brughiere a ginepro (Juniperus spp.) e pascoli montani.
Nel settore settentrionale, dove l'ecoregione si affaccia sul mar di Marmara, sono presenti laghi costieri, zone umide e foreste igrofile. La vegetazione include canneti a Phragmites spp., foreste alluvionali a frassino (Fraxinus spp.), ontano (Alnus spp.) e salice (Salix spp.), oltre a una fascia di dune. In prossimità della costa, si trovano anche estese distese fangose colonizzate da salicornie (Salicornia spp.) e tamerici (Tamarix).

## Fauna
Tra i canneti e le paludi dell'ecoregione si riproducono numerose specie di uccelli acquatici, tra cui il marangone minore (Microcarbo pygmeus), la nitticora (Nycticorax nycticorax), lo svasso maggiore (Podiceps cristatus) e la garzetta (Egretta garzetta). Altre specie presenti includono il gipeto (Gypaetus barbatus), l'aquila reale (Aquila chrysaetos), l'astore (Accipiter gentilis), l'aquila minore (Hieraaetus pennatus), la pernice di mare (Glareola pratincola), il fratino (Charadrius alexandrinus), la cicogna nera (Ciconia nigra) e la moretta tabaccata (Aythya nyroca).
Sui rilievi montuosi si possono osservare caprioli (Capreolus capreolus) e cinghiali (Sus scrofa) tra la vegetazione forestale. L'area ospita inoltre popolazioni della rara farfalla Apollo (Parnassius apollo), minacciata dalla raccolta illegale da parte di collezionisti.
Nel settore meridionale dell'ecoregione si trova una riserva naturale che tutela colline ricoperte da foreste decidue mature. All'interno della riserva sono presenti una stazione di allevamento del fagiano (Phasianus colchicus), un'area per la protezione del cervo (Cervus elaphus) e un centro per la riabilitazione dell'orso (Ursus arctos).

## Conservazione

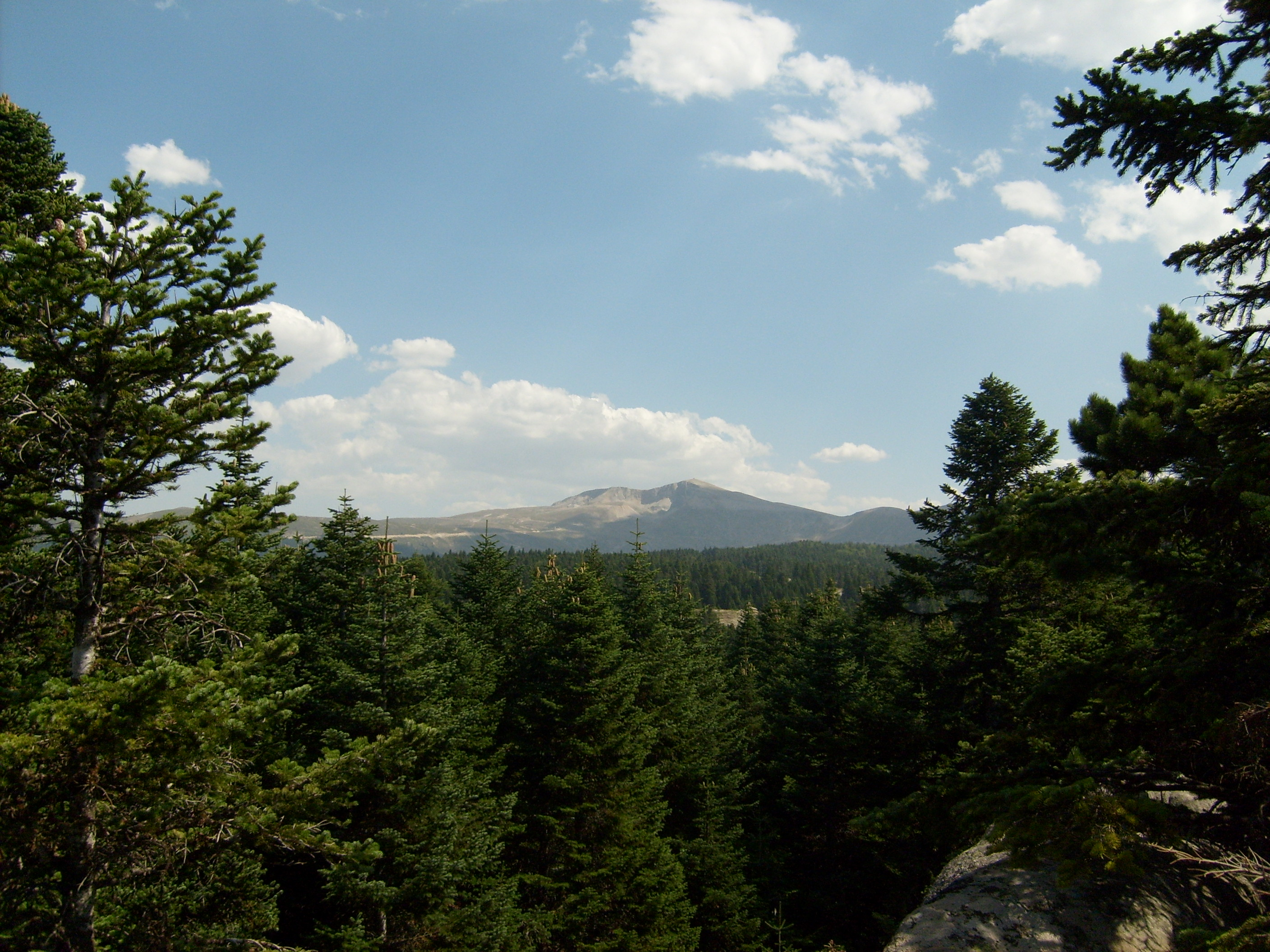
Foresta mista nella regione

L'attività umana ha influito sull'ecoregione fin dall'antichità, contribuendo alla progressiva distruzione delle foreste e alla rarefazione della fauna selvatica. Anche nelle aree ufficialmente protette, la pressione antropica rappresenta ancora una minaccia significativa.
Attualmente l'ecoregione ospita quattro parchi nazionali: Manyas, Uludağ, Kazdağı e Troia (quest'ultimo di grande rilevanza storica). Sono inoltre presenti quattro riserve naturali integrali: Kaşalıç, Gürgendağı, Vakıf Çamlığı e Darıdere.